# Hestiochora continentalis
Hestiochora continentalis là một loài bướm đêm thuộc họ Zygaenidae. Loài này có ở miền nam Queensland through New South Wales to Victoria và Nam Úc. Nó cũng có mặt ở Tây Úc.
Chiều dài cánh trước là 7.5-8.5 mm đối với con đực và 8.5–10 mm đối với con cái.
Ấu trùng ăn Eucalyptus fasciculosa.